# Gunung Agung (Semendo Darat Tengah)
Gunung Agung is een bestuurslaag in het regentschap Muara Enim van de provincie Zuid-Sumatra, Indonesië. Gunung Agung telt 1573 inwoners (volkstelling 2010).